# Constance Gibson
Constance Gibson, född Constantia Theresia Gottschalck 19 december 1869 i Stockholm, död på samma ort 23 mars 1955, var en svensk skådespelare.

## Biografi
Gibson var dotter till hattmakargesällen Johan August Leonard Gottschalck och hans hustru Emma Olivia. Hennes syster var skådespelaren Lisa Ranft.
Efter att 1880–1889 ha tillhört Kungliga teaterns balett knöts Gibson till Södra Teatern där hon främst framförde lustspelsroller som Kerstin i Anna Wahlenbergs På vakt, Hilma Palm i Gustaf af Geijerstams Aldrig i livet och Clotilde i Henri Meilhacs Min kusin. Sin främsta insats gjorde hon på Albert Ranfts teatrar i Stockholm och Göteborg 1893–1902. Särskilt hade hon framgång som Vasantasena i dramat med samma namn och som Birgit i Ljungby horn, Lady Widermere i Oscar Wildes Solfjädern, Anna i Max Halbes Ungdom, Christine i Arthur Schnitzlers Älskog, Perdita i Shakespeares En vintersaga och Sargit i Ernst Didrings Midnattssol. 
1911–1925 spelade hon hos Albert Ranft på Svenska teatern i Stockholm där hon framförde roller som Valborg i Bjørnstjerne Bjørnsons Ett handelshus och Eunike i Henryk Sienkiewicz' Quo vadis. 1926–1932 var hon anställd vid Oscarsteatern. Därefter hade hon endast enstaka roller, främst vid Dramatiska teatern, Riksteatern och Folkparkernas turnéer.
Hon gifte sig 1902 med kapten Olof Darling Gibson (1857–1913). Constance Gibson är begravd på Norra begravningsplatsen utanför Stockholm.

## Filmografi
- 1926 – Dollarmillionen
- 1933 – Giftasvuxna döttrar
- 1933 – Vad veta väl männen
- 1935 – Under falsk flagg
- 1937 – Pappas pojke
- 1942 – Man glömmer ingenting
- 1944 – Räkna de lyckliga stunderna blott
- 1944 – Stopp! Tänk på något annat
- 1945 – Svarta rosor

## Teater

### Roller (ej komplett)
| År   | Roll                              | Produktion | Regi                         | Teater                     |
| ---- | --------------------------------- | --- | ---------------------------- | -------------------------- |
| 1892 | Fröken Möller                     | Ett silverbröllop Emma Gad                                                                                                 |                              | Djurgårdsteatern           |
| 1893 |                                   | Ljungby horn Frans Hedberg                                                                                                 |                              | Djurgårdsteatern           |
| 1894 | En förorättad                     | På Helgeandsholmen, revy Eric Sandberg                                                                                     |                              | Djurgårdsteatern           |
| 1896 | Fröken Margit Verelius            | Det stora förslaget Pehr Staaf                                                                                             |                              | Vasateatern                |
| 1896 | Perdita                           | En vintersaga William Shakespeare                                                                                          |                              | Vasateatern                |
| 1896 | Back Kerstin                      | Med Sveriges allmoge Hugo Fröding                                                                                          |                              | Arenateatern               |
| 1897 | Ingeborg Bodi                     | Ungdomslek Frederik Leth Hansen                                                                                            |                              | Vasateatern                |
| 1898 | Marcelle Simone                   | Marcelle Victorien Sardou                                                                                                  |                              | Vasateatern                |
| 1898 | Margreta                          | Kungsämnena Henrik Ibsen                                                                                                   | Harald Molander              | Vasateatern                |
| 1898 | Systern                           | Hemmet Hermann Sudermann                                                                                                   |                              | Vasateatern                |
| 1898 | Nichette                          | Kameliadamen Alexandre Dumas d.y.                                                                                          |                              | Vasateatern                |
| 1898 | Drottningen                       | Konung Richard II William Shakespeare                                                                                      | August Lindberg              | Svenska teatern, Stockholm |
| 1899 | Dagny                             | Härmännen på Helgeland Henrik Ibsen                                                                                        |                              | Svenska teatern, Stockholm |
| 1899 | Kajsa                             | Stor-Klas och Lill-Klas Gustaf af Geijerstam                                                                               | Harald Molander              | Svenska teatern, Stockholm |
| 1899 | Bertha Baumert                    | Vävarna Gerhart Hauptmann                                                                                                  | Harald Molander              | Svenska teatern, Stockholm |
| 1900 | Colette de Rouvray                | Colinette G. Lenotre och Gabriel Martin                                                                                    |                              | Vasateatern                |
| 1901 | Marta Sommar                      | Stiliga Agusta Gustaf af Geijerstam                                                                                        | Albert Ranft                 | Södra Teatern              |
| 1911 | Anna Stjernhök                    | Gösta Berlings saga Selma Lagerlöf                                                                                         | Albert Ranft                 | Svenska teatern, Stockholm |
| 1911 | Dagne                             | Kämparna på Helgeland Henrik Ibsen                                                                                         |                              | Svenska teatern, Stockholm |
| 1911 |                                   | Den gamla goda tiden: Stockholmsbilder från 1830-talet Berndt Fredgren (pseudonym för Peter Fristrup och Hjalmar Selander) |                              | Svenska teatern, Stockholm |
| 1914 | Svanevits moder                   | Svanevit August Strindberg                                                                                                 | Victor Castegren             | Svenska teatern, Stockholm |
| 1915 | Niobe                             | Niobe Harry Paulton och Edward Paulton                                                                                     | Oscar Byström                | Vasateatern                |
| 1921 | Niobe                             | Niobe Harry Paulton och Edward Paulton                                                                                     |                              | Vasateatern                |
| 1922 | Kristina                          | Gustav Vasa August Strindberg                                                                                              | Gunnar Klintberg             | Svenska teatern, Stockholm |
| 1923 | Clarisse Grégoire, skådespelerska | Lilla modellen Rudolf Eger                                                                                                 | Gunnar Klintberg             | Svenska Teatern            |
| 1923 | Kaptenskan                        | Gösta Berlings saga Selma Lagerlöf                                                                                         | Gunnar Klintberg             | Svenska teatern, Stockholm |
| 1924 |                                   | Det levande liket Leo Tolstoj                                                                                              | Gunnar Klintberg             | Svenska teatern            |
| 1925 | Valentine Précardan               | Herrn som kommer klockan 5 Maurice Hennequin och Pierre Veber                                                              | Knut Nyblom Albert Ranft     | Svenska teatern            |
| 1925 | Kyrkoherdens hustru               | Det stora barndopet Oskar Braaten                                                                                          | Pauline Brunius              | Vasateatern                |
| 1926 | Drottningen                       | Sanningens pärla Zacharias Topelius                                                                                        | Rune Carlsten                | Oscarsteatern              |
| 1926 | Féen                              | Lycko-Pers resa August Strindberg                                                                                          | Rune Carlsten                | Oscarsteatern              |
| 1927 | Mrs Ebley                         | Hennes sista bedrift Frederick Lonsdale                                                                                    | Pauline Brunius              | Oscarsteatern              |
| 1927 | Värdshusvärdinnan                 | Så tuktas en argbigga William Shakespeare                                                                                  | Gösta Ekman Johannes Poulsen | Oscarsteatern              |
| 1927 | Miss Tate                         | Bättre folk Avery Hopwood och David Gray                                                                                   | Pauline Brunius              | Oscarsteatern              |
| 1927 |                                   | Den första av herrarna Yves Mirande och André Mouézy-Éon                                                                   | Gösta Ekman                  | Oscarsteatern              |
| 1928 | Fru Ljunberg                      | Rötmånad Erik Lindorm | John W. Brunius              | Oscarsteatern              |
| 1928 | Fru Mönter                        | Alexander den Store Gustav Esmann                                                                                          |                              | Oscarsteatern              |
| 1929 |                                   | Den kungliga familjen George S. Kaufman och Edna Ferber                                                                    | Rune Carlsten                | Oscarsteatern              |
| 1929 | Olga Olson                        | Vid 37de gatan Elmer Rice                                                                                                  | Svend Gade                   | Oscarsteatern              |
| 1930 | En gammal hovdam                  | Henrik VIII William Shakespeare                                                                                            | Thomas Warner                | Oscarsteatern              |
| 1930 | Syster Phyllis                    | En liten olycka Floyd Dell och Thomas Mitchell                                                                             | Gösta Ekman                  | Oscarsteatern              |
| 1930 | Fru Krans                         | Äventyr på fotvandringen Jens Christian Hostrup                                                                            | Rune Carlsten                | Oscarsteatern              |
| 1930 | Hushållerskan                     | Farmors revolution Jens Locher                                                                                             | Pauline Brunius              | Oscarsteatern              |
| 1930 | Måns Nilssons hustru              | Gustaf Vasa August Strindberg                                                                                              | Gunnar Klintberg             | Oscarsteatern              |
| 1930 | Fru Eleonore Nettelfeldt          | Nyckelromanen Ragnar Josephson                                                                                             | Erik Berglund                | Oscarsteatern              |
| 1931 |                                   | Peter Pan J.M. Barrie | Palle Brunius                | Oscarsteatern              |
| 1938 | Sadie                             | Kvinnorna Clare Boothe Luce                                                                                                | Rune Carlsten                | Dramaten                   |
| 1940 | Anna Breit                        | Idag blir igår Martha Lundholm                                                                                             | Martha Lundholm              | Vasateatern                |
| 1943 | Madame Monnier                    | Jag är sjutton år Paul Vandenberghe                                                                                        | Harry Roeck-Hansen           | Blancheteatern             |
| 1943 | Markisinnan de Chamarande         | Kungen Robert de Flers, Emmanuel Arène och Gaston Arman de Caillavet                                                       | Rune Carlsten                | Dramaten                   |